# Centro de interpretación del Románico en Cantabria
El Centro de Interpretación del Románico, fundado en 2005, se halla desde esa fecha en la iglesia románica de Santa María la Mayor, situada en la localidad de Villacantid, municipio de Hermandad de Campoo de Suso, Cantabria, España. 

## El centro

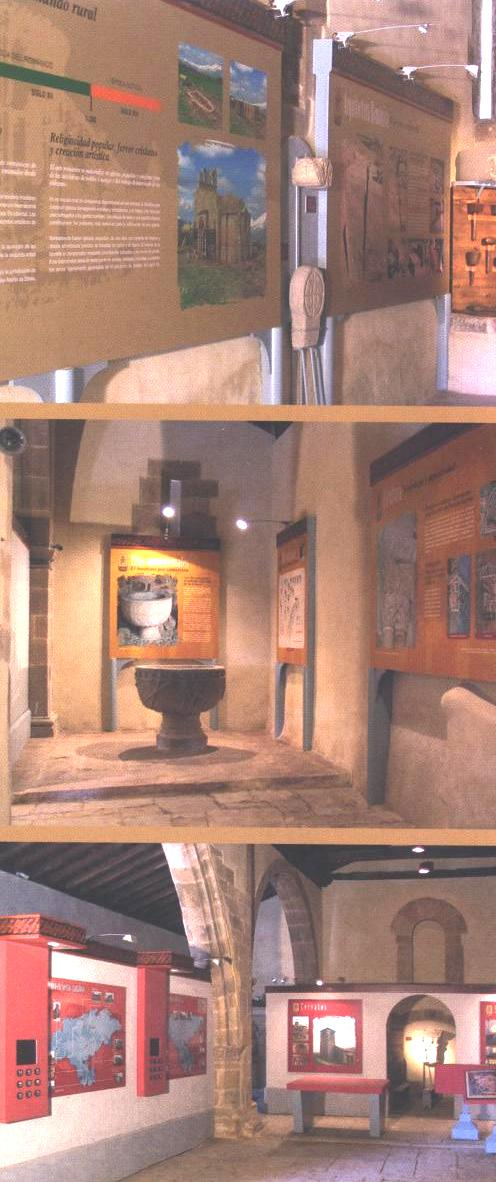
Espacio museístico

La intensidad artística de la iglesia de Villacantid (uno de los ejemplos del Románico de Cantabria más destacados del siglo XII) enmarca y refuerza una exposición que presenta al visitante el esplendor del románico internacional plasmado en un amplio conjunto de iglesias de los valles meridionales de Cantabria.
El centro aúna información visual y documental con una faceta recreativa, interactiva y lúdica. Introduce al visitante en las claves del estilo artístico y le anima a manipular reproducciones y recursos del centro, a ensayar las técnicas constructivas, a jugar con los elementos artísticos y a interactuar con imágenes del románico.
Dispone de tecnologías en imagen, sonido, infografía y domática, las cuales se concilian con el templo y se ponen al servicio de la recreación y la puesta en valor de un patrimonio singular de una refinada calidad artística.
Existe otro centro de interpretación del románico en Socobio, junto a la colegiata de Santa Cruz de Castañeda.

## Iglesia de Santa María la Mayor

La iglesia de Santa María la Mayor, donde se ubica el centro

La iglesia que acoge el centro de interpretación es un buen ejemplo del arte románico del siglo XII en Cantabria. El templo, que encuentra asentada sobre una pequeña loma, destaca en su fisonomía el ábside semicircular y la esbelta torre, añadida en el siglo XVII.
La iglesia románica actual debió construirse a finales del siglo XII por canteros que procedían seguramente de la cercana comarca de Aguilar de Campoo, donde existe una iglesia muy similar en Villavega de Aguilar.